# Aulacodes traversalis
Aulacodes traversalis là một loài bướm đêm trong họ Crambidae.